# Evgeny Donskoy
Evgeny Evgenyevich Donskoy (Moscou, 9 de Maio de 1990) é um tenista profissional russo.

## ITF & Challenger finais

### Simples: 11 (8–3)
| Legenda               |
| --------------------- |
| ATP Challengers (6–2) |
| ITF Futures (2–1)     |

| Resultado | N. | Data               | Torneio                   | Piso   | Oponente              | Placar                    |
| --------- | -- | ------------------ | ------------------------- | ------ | --------------------- | ------------------------- |
| Campeão   | 1. | Junho 16, 2008     | Ucrânia F3                | Saibro | Denys Molchanov       | 6–7(10–12), 7–6(7–5), 6–4 |
| Vice      | 1. | Março 15, 2010     | Kazakhstan F1             | Duro   | Alexander Kudryavtsev | 4–6, 3–6                  |
| Campeão   | 1. | Fevereiro 26, 2011 | Casablanca, Marrocos      | Saibro | Alessio di Mauro      | 2–6, 6–3, 6–3             |
| Campeão   | 2. | Março 7, 2011      | Espanha F7                | Saibro | Simone Vagnozzi       | 7–5, 7–5                  |
| Vice      | 1. | Julho 3, 2011      | Braunschweig, Alemanha    | Saibro | Lukáš Rosol           | 5–7, 6–7(2–7)             |
| Campeão   | 2. | Fevereiro 25, 2012 | Meknes, Marrocos          | Saibro | Adrian Ungur          | 6–1, 6–3                  |
| Vice      | 2. | Julho 21, 2012     | Penza, Rússia             | Duro   | Illya Marchenko       | 5–7, 3–6                  |
| Campeão   | 3. | Julho 29, 2012     | Astana, Cazaquistão       | Duro   | Marsel İlhan          | 6–3, 6–4                  |
| Campeão   | 4. | Agosto 26, 2012    | Segovia, Espanha          | Duro   | Albano Olivetti       | 6–1, 7–6(13–11)           |
| Winner    | 5. | Novembro 11, 2012  | Loughborough, Reino Unido | Duro   | Jan-Lennard Struff    | 6–2, 4–6, 6–1             |
| Winner    | 6. | Novembro 25, 2012  | Tyumen, Rússia            | Duro   | Illya Marchenko       | 6–7(6–8), 6–3, 6–2        |